# Aire d'attraction de l'Isle-sur-la-Sorgue
L'aire d'attraction de l'Isle-sur-la-Sorgue est un zonage d'étude défini par l'Insee pour caractériser l’influence de la commune de l'L'Isle-sur-la-Sorgue sur les communes environnantes.

### Carte

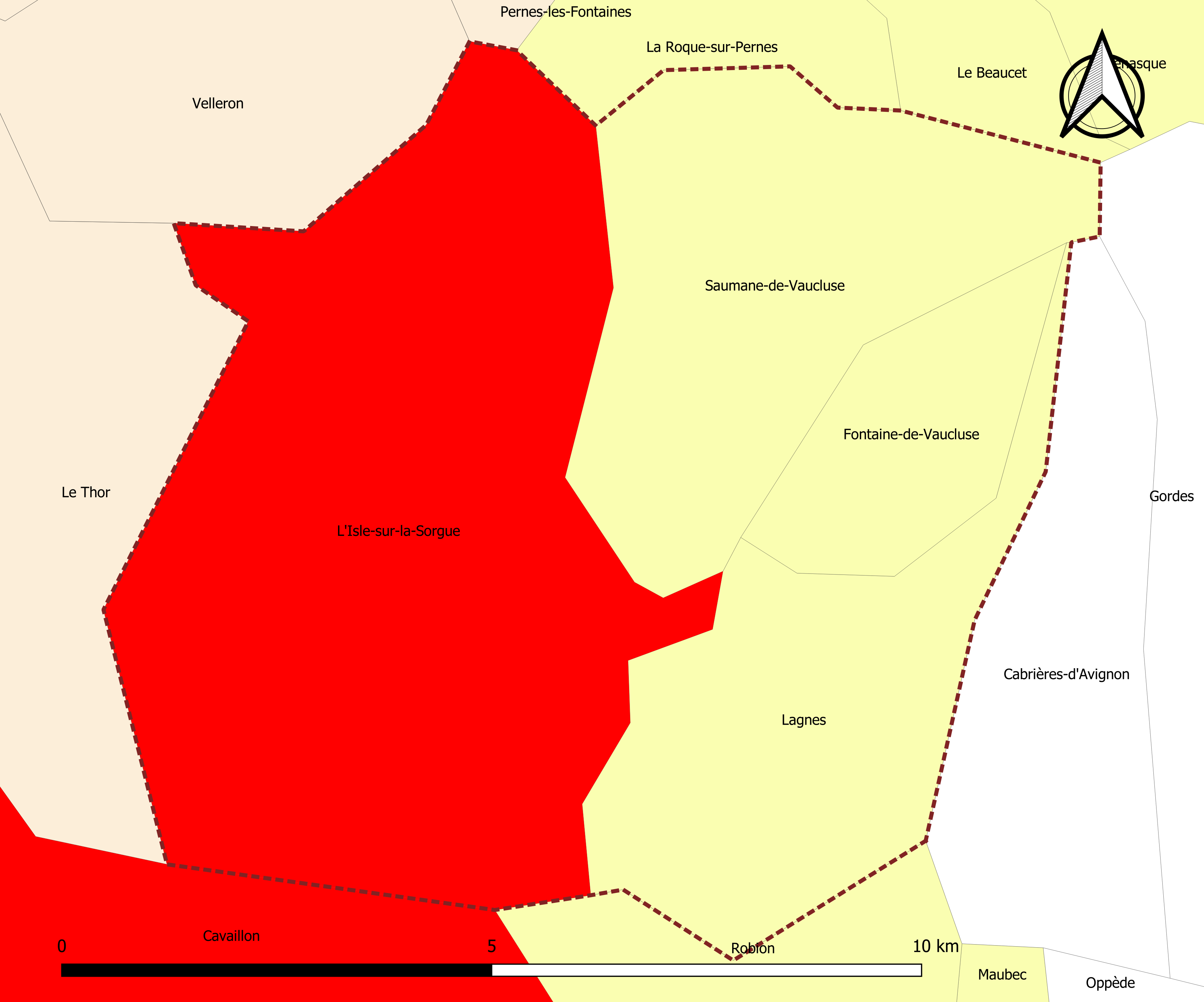
Carte de l'aire d'attraction de l'L'Isle-sur-la-Sorgue.
Commune-centre
Commune de la couronne

## Définition
L'aire d'attraction d'une ville est composée d’un pôle, défini à partir de critères de population et d’emploi ainsi que d’une couronne constituée des communes dont au moins 15 % des actifs travaillent dans le pôle. Le pôle d’attraction constitue ainsi un point de convergence des déplacements domicile-travail,.

## Géographie
L’aire d'attraction de l'Isle-sur-la-Sorgue est une aire intra-départementale qui comporte 4 communes en Vaucluse. 

### Composition communale
| Nom                                   | Code Insee | Département | Statut                 | Superficie (km2) | Population (dernière pop. légale) | Densité (hab./km2) | Modifier                                    |
| ------------------------------------- | ---------- | ----------- | ---------------------- | ---------------- | --------------------------------- | ------------------ | ------------------------------------------- |
| L'Isle-sur-la-Sorgue (commune-centre) | 84054      | Vaucluse    | commune-centre         | 44,57            | 20 315 (2022)                     | 456                | modifier les données · modifier les données |
| Lagnes                                | 84062      | Vaucluse    | commune de la couronne | 16,93            | 1 707 (2022)                      | 101                | modifier les données · modifier les données |
| Saumane-de-Vaucluse                   | 84124      | Vaucluse    | commune de la couronne | 20,81            | 890 (2022)                        | 43                 | modifier les données · modifier les données |
| Fontaine-de-Vaucluse                  | 84139      | Vaucluse    | commune de la couronne | 7,14             | 576 (2022)                        | 81                 | modifier les données · modifier les données |

## Démographie
Cette aire est catégorisée dans les aires de moins de 50 000 habitants, une catégorie qui regroupe 12,2 % de la population au niveau national,.